# Ferme d'Au Pont
La ferme d'Au Pont (ou ferme Au Pont) est une ferme brabançonne située à Limelette, section de la ville belge d'Ottignies-Louvain-la-Neuve, en Brabant wallon.
La ferme est implantée en bordure de la Dyle, au sein de larges terrains de culture qui la mettent bien en évidence.

## Localisation
La Ferme d'Au Pont est située à Limelette, au no 15 de la rue Charles Dubois, face au club de tennis de Justine Henin et le long de la voie rapide qui mène de Wavre à Ottignies (boulevard de l'Europe ou Route nationale 238), le long de laquelle se situe également le parc d'attractions Walibi Belgium.
Ses terres sont arrosées par la Dyle qui coule du sud au nord, d'Ottignies vers Wavre, avant de recevoir le ruisseau Pinchart  ou ruisseau du Warichet et de passer sur le territoire de Limal (Wavre),.

## Historique
L'origine de la Ferme d'Au Pont est attestée dès 1507 selon l'Inventaire du patrimoine immobilier culturel de la Wallonie, ou dès 1587 selon Jules Tarlier et Alphonse Wauters dans leur ouvrage La Belgique ancienne et moderne - Géographie et histoire des communes belges : province de Brabant, canton de Wavre de février 1864.
Les constructions actuelles datent de la première moitié du XIXe siècle,.
En bordure de la Dyle, face à la ferme, au sein d'un grand parc, s'élevait le château de Crombez, ancienne propriété seigneuriale qui englobait la ferme. Ce château a été détruit en 1944 par un bombardement qui a également détruit l'avant-cour de la ferme,.
On notera que la Région wallonne la mentionne sous le nom de Ferme Au Pont ou Ferme d'Eauou encore Ferme d'Eau Pont, probables altérations de la dénomination  Ferme d'Au Pont citée par Jules Tarlier et Alphonse Wauters dans leur ouvrage de 1864.

## Statut patrimonial
Non classée, la ferme fait cependant l'objet d'une « inscription » comme monument et figure à l'Inventaire du patrimoine immobilier culturel de la Wallonie sous la référence 25121-INV-0020-02.

## Architecture
« Malgré quelques dommages de guerre, la ferme conserve encore une vaste grange en long qui domine l'ensemble, un corps de logis d'un seul niveau et quelques dépendances ».
Elle présente un plan en carré comprenant :
- le logis du fermier au nord ;
- une grange en long à l'ouest ;
- des étables à l'est  ;
- un mur de clôture au sud.

Couverte de tuiles, la ferme est édifiée en briques rouges peintes en blanc. 
Les bâtiments sont couverts d'une toiture en bâtière, sauf la grange qui est couverte d'une bâtière à croupettes.
La vaste grange en long ressort du quadrilatère car elle bordait l'ancienne avant-cour détruite en 1944. Elle est flanquée d'une annexe couverte d'une toit en appentis. La façade occidentale de la grange est percée d'un grand portail en pierre bleue à arc surbaissé surmonté d'une petite niche. Cette façade se termine par un pignon à épis percé de trois petits oculi en demi-lune. Sa façade méridionale est percée de trous de boulin en croisette sous la corniche.

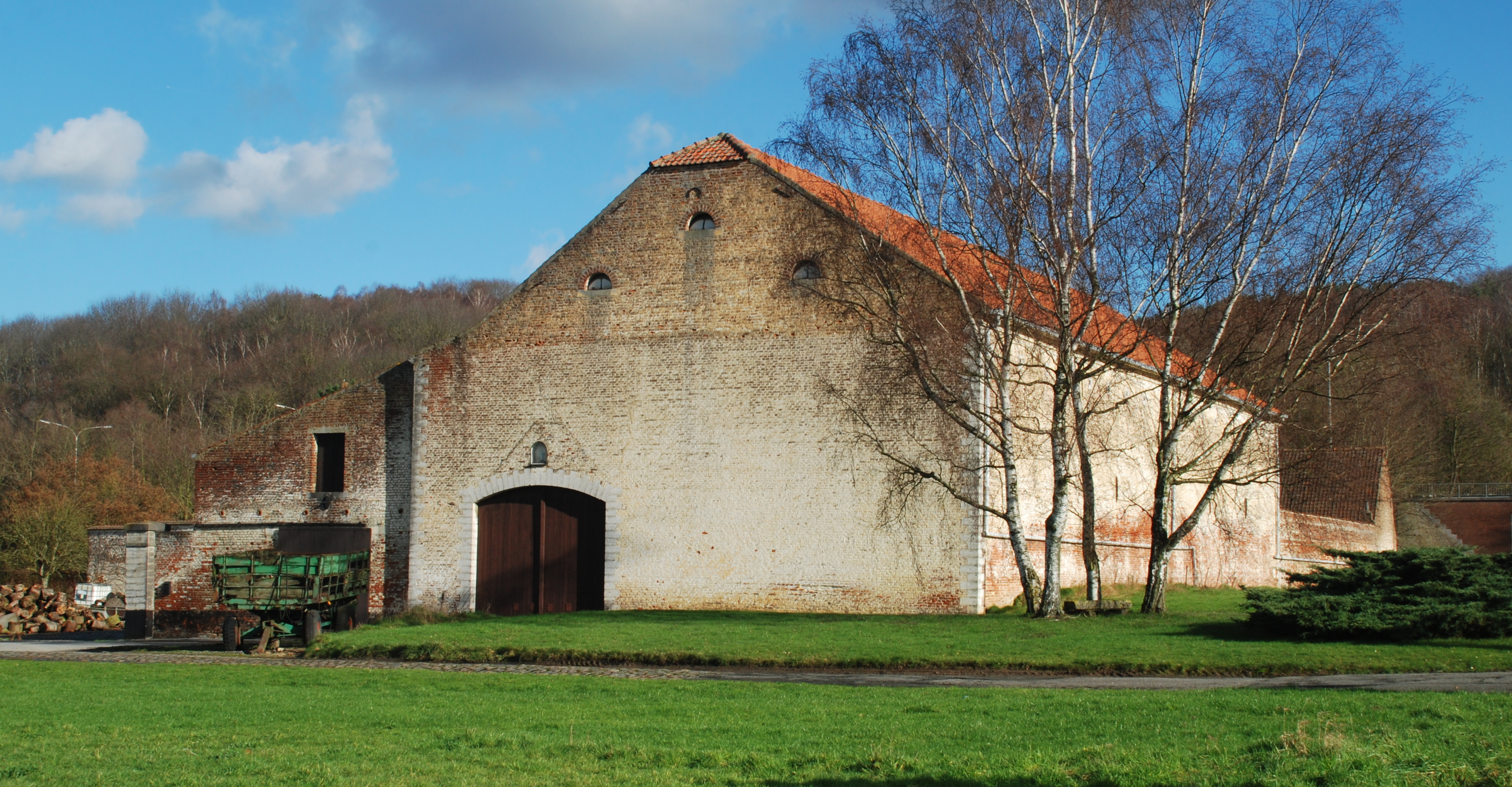
La grange en long et sa toiture à croupettes.
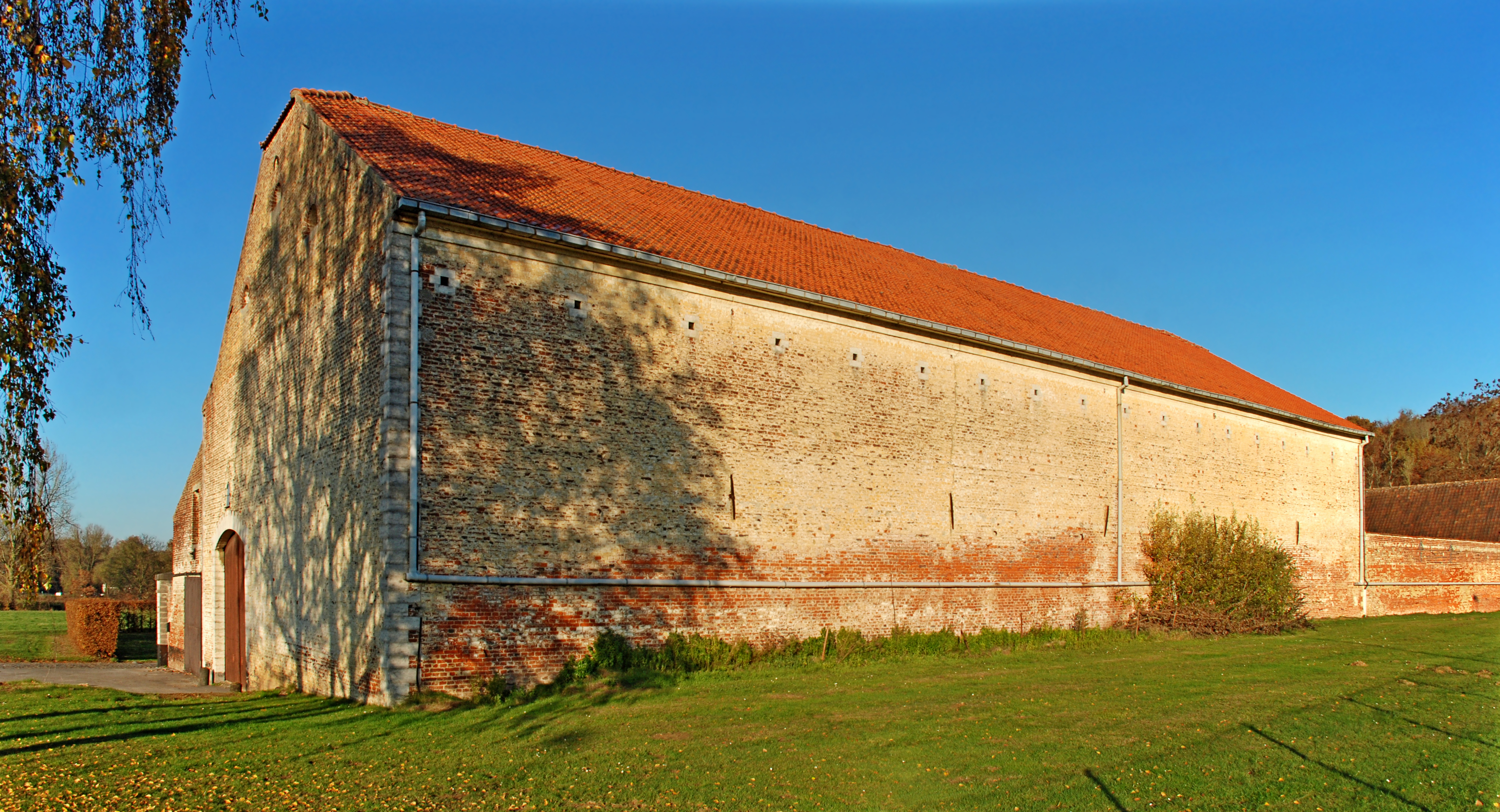
La grange vue de côté.